# 中田町木目沢
中田町木目沢（なかたまち このめざわ）は、福島県郡山市の大字である。郵便番号は963-0836。

## 地理
郡山市東部の中田地区に属する。北東で中田町駒板、東で中田町柳橋、南で中田町中津川、西で中田町下枝、中田町牛縊本郷、中田町黒木、北で田村郡三春町根本とそれぞれ隣接する。概ね町村制施行以前の田村郡木目沢村の流れを汲む地域である。一級水系阿武隈川水系蛇石川上流域を主な範囲とする。域内の多くを山林が占め、川沿いの平地に田畑が広がり、山裾を中心に人家が立地する。南西部を福島県道40号飯野三春石川線が南北に縦貫する。中田町柳橋に所在する郡山警察署柳橋駐在所及び中田町下枝に所在する郡山消防署中田分署がそれぞれ管轄にあたる。

### 主な字
字
- 廣平
- 平石
- 堀ノ内
- 五斗蒔田

- 表
- 道内
- 蟹沢
- 割石

- 北作
- 左右ノ内
- 岡ノ内

### 河川
一級水系阿武隈川水系
- 蛇石川

## 歴史
- 1879年1月27日 - 三春藩領木目沢村が福島県内における郡区町村制の施行により田村郡の村となる。
- 1889年4月1日 - 町村制の施行により木目沢村が柳橋村、中津川村、黒木村、下枝村、駒板村、牛縊本郷村と合併し御舘村が発足する。旧木目沢村域は御舘村の大字となる。
- 1956年9月1日 - 御舘村が宮城村と合併し中田村が発足し、中田村の大字となる。
- 1965年8月1日 - 中田村が西田村と共に郡山市に編入され、郡山市の大字となる。

## 世帯数と人口
2024年1月1日現在の世帯数と人口は以下の通りである。
| 大字         | 世帯数 | 人口  |
| ------------ | ------ | ----- |
| 中田町木目沢 | 73世帯 | 184人 |

## 小・中学校の学区
市立小・中学校に通う場合、学区は以下の通りとなる。
| 番地 | 小学校             | 中学校             |
| ---- | ------------------ | ------------------ |
| 全域 | 郡山市立御舘小学校 | 郡山市立御舘中学校 |

## 交通

### 道路
- 福島県道40号飯野三春石川線

## 施設
- 延命地蔵尊
  - 紅枝垂地蔵桜